# Matilda (film, 1990)
Pour les articles homonymes, voir Matilda.
Pour plus de détails, voir Fiche technique et Distribution.
Matilda est un film italien réalisé par Antonietta De Lillo et Giorgio Magliulo et sorti en 1990.

## Synopsis
Après la mort mystérieuse et accidentelle de ses trois derniers fiancés, Matilda, impatiente de se marier, publie une annonce matrimoniale. Le premier candidat est un certain Torquato. D'abord réticent, il se révèle incapable de résister à son charme. Ignorant la malchance de ses prédécesseurs, il s'embarque vers un destin qui s'annonce mortel.

## Fiche technique
Sauf indication contraire, les informations mentionnées dans cette section peuvent être confirmées par la base de données cinématographiques IMDb,  présente dans la section « Liens externes ».
- Titre original italien : Matilda[1]
- Réalisation : Antonietta De Lillo et Giorgio Magliulo
- Scenario : Antonietta De Lillo, Giorgio Magliulo, Graziano Diana (it), Antonio Fiore (it), Stefano Masi
- Photographie :	Giorgio Magliulo
- Montage : Simona Paggi (it)
- Musique : Franco Piersanti
- Décors : Paola Bizzarri (it)
- Costumes : Magda Brava
- Société de production : AnGio Film
- Pays de production :  Italie
- Langue originale : italien
- Format : Couleur - 35 mm
- Durée : 90 min (1 h 30[1])
- Genre : Comédie romantique noire
- Date de sortie :
  - Italie : 19 octobre 1990

## Distribution
- Carla Benedetti : Matilda
- Silvio Orlando : Torquato
- Milena Vukotic : La mère de Matilda
- Gianni Agus : Le père de Matilda
- Luigi Petrucci : Le frère de Matilda
- Tino Schirinzi : Le président
- Carmen Scivittaro : L'amie de Matilda

## Distinction
- Prix spécial du jury au festival du film italien d'Annecy 1991.